# Chira reticulata
Chira reticulata là một loài nhện trong họ Salticidae.
Loài này thuộc chi Chira. Chira reticulata được Cândido Firmino de Mello-Leitão miêu tả năm 1943.